# Miomoptera
Miomoptera je vyhynulý řád hmyzu. Pozice v systému je nejasná. V historii byl kladen do příbuzenství pisivek, nyní se řada vědců přiklání názoru, že se jedná o skupinu holometabolního hmyzu. Někteří autoři ji kladou do příbuzenství k blanokřídlým (Hymenoptera) (Rasnitsyn), jiní ji spíše vidí jako příbuznou skupinu s dvoukřídlými (Diptera) a srpicemi (Mecoptera) (Peck). Hmyz je drobný, velikosti do 1 cm. Je znám z karbonu až triasu celého světa. Nejzajímavější nálezy jsou z permu USA, Ruska, Česka a Jižní Africe.